# Bernard Jourdan
Pour les articles homonymes, voir Jourdan, Bernard et Louis Bernard.
Bernard Jourdan, né Louis Bernard le 1er février 1918 en Ollioules, Var, et mort le 18 août 2003, est un écrivain français.

## Biographie
Le soleil, la nature méditerranéenne et le monde de l'enfance sont ses thèmes d'élection. Il a publié plusieurs recueils en français (La parole en l'air, 1949; Petit Bestiaire, 1950; Midi a mes ports, 1951)  et des poèmes en langue d'oc dans divers revues. On lui doit également des traductions de l'italien et de l'espagnol, plusieurs romans notamment Saint-Picoussin (1960), et une édition annotée des œuvres de Louise Labé (1953). Il fait carrière dans l'enseignement.
En 1961, son roman Saint-Picoussin obtient le Prix des Deux Magots.

## Œuvre
- 1957 : La Graine au vent
- 1961 : Saint-Picoussin – Prix des Deux Magots
- 1963 : Douleur d'airain
- 1988 : Monologue de l'an
- 1992 : Dix-sept élégies
- 1998 : L'Hiver qui vient, poèmes